# موسى أفسيفر
موسى أفسيفر (بالتركية: Musa Avsever)‏ (من مواليد 7 نوفمبر 1957) هو جنرال تركي متقاعد كان رئيس أركان الجيش التركي (المؤقت) منذ 5 يونيو 2023 خلفاً لسلفه ياشار غولر الذي عين وزيراً للدفاع التركي وحتى 3 أغسطس 2023 ، وهو القائد الثاني والخمسون وقائد القوات البرية التركية منذ 5 أغسطس 2021 حتى 3 أغسطس 2023 ، شغل منصب القائد السابع والخمسين للجيش الأول لتركيا من 2016 إلى 2021.

## سيرته العسكرية
ولد أفسيفر في قونية ، بتركيا. أكمل تعليمه في المدرسة الثانوية في مدرسة كوليلي العسكرية الثانوية. تخرج ضابط إشارة في الأكاديمية العسكرية التركية في عام 1978.
جند في الجيش وعمل قائداً لاحدى فصائل الفيلق السابع بين عامي 1979 و 1982. وانتقل بعدها ليكون قائد سرية في الفيلق الثامن بين 1982 و1986.
خدم في منظومة الإلكترونيات والمعلومات بين عامي 1986 و 1988. تخرج في دورات عسكرية من الكلية الحربية للجيش في عام 1990 وعين لاحقًا قائدًا لفرقة المشاة الثانية حيث خدم في هذا المنصب من عام 1990 حتى تعيينه ضابطًا في قسم اللوجستيات في المقر العام للجيش الثاني حيث خدم في هذه الوحدة بين عام 1992 حتى عام 1996. بعد الانتهاء من مهامه في عام 1996 ، عين قائدا لكتيبة المتدربين ورئيسا لفرع العمليات والتدريب بالأكاديمية العسكرية التركية من عام 1996 إلى عام 1999.
شغل عام 1999 منصب رئيس قسم العمليات والتدريب في قيادة قوة السلام التركية القبرصية ، عين قائدًا لفوج الحدود الخامس في 2001 إلى 2003.
رقاه المجلس العسكري الأعلى إلى رتبة عميد في عام 2003، ثم عين رئيسًا لفرع القوات البرية للتموين والصيانة حيث خدم هناك من 2003 إلى 2005. كما شغل منصب قائد الدعم في اللواء. عمل في أركان القوات المسلحة التركية لفرع الاتصالات والإلكترونيات ونظم المعلومات من 2005 إلى 2007.
رقي في عام 2007 إلى رتبة لواء وعين لاحقًا رئيسًا لقسم الاتصالات والإلكترونيات ونظم المعلومات في القوات البرية حيث ظل في المكتب حتى عام 2009 عندما تم تعيينه قائدًا للقوات البرية مدرسة ومركز تدريب الاتصالات والإلكترونيات ووحدة نظم المعلومات 2011. كما شغل منصب رئيس الأركان في جيش بحر إيجة من 2011 إلى 2012.
مع ترقية رتبته إلى رتبة فريق عام 2012 ، تم تعيينه رئيسًا لرئيس هيئة الأركان العامة التركية للاتصالات والإلكترونيات وأنظمة المعلومات من 2012 إلى 2015. كما شغل منصب قائد الفيلق الثاني من 2015 إلى 2016 .
بعد أن أكمل مهمته في الفيلق الثاني ، رقي إلى رتبة جنرال وعين لاحقًا قائداً للجيش الأول من 2016 إلى 2021 .
كان أفسيفر حاضراً في الانقلاب الفاشل في أنقرة في 15 يوليو/ تموز 2016، حين تحدث مع وسائل الإعلام، معلناً أن القوات البرية أجرت تحضيراتها لحماية الأتراك، مؤكداً استعداده للتدخل في إسطنبول لوقف المسار الانقلابي.
في عام 2018 أصبح قائداً للقوات البرية 
واعتبارا من 5 يونيو 2023، عيّن رئيسًا للأركان العامة بقرار رئاسي.

وفي 3 أغسطس 2023 أحيل على التقاعد من مهامه في الجيش التركي اعتبارًا من 1 سبتمبر 2023 وذلك بعد تعيين متين غوراك قائدًا جديدًا للأركان و سلجوق بيرقدارأوغلو قائدًا للقوات البرية  ، 